# Scott’s View
Koordinaten: 55° 35′ 59″ N, 2° 38′ 50,9″ W

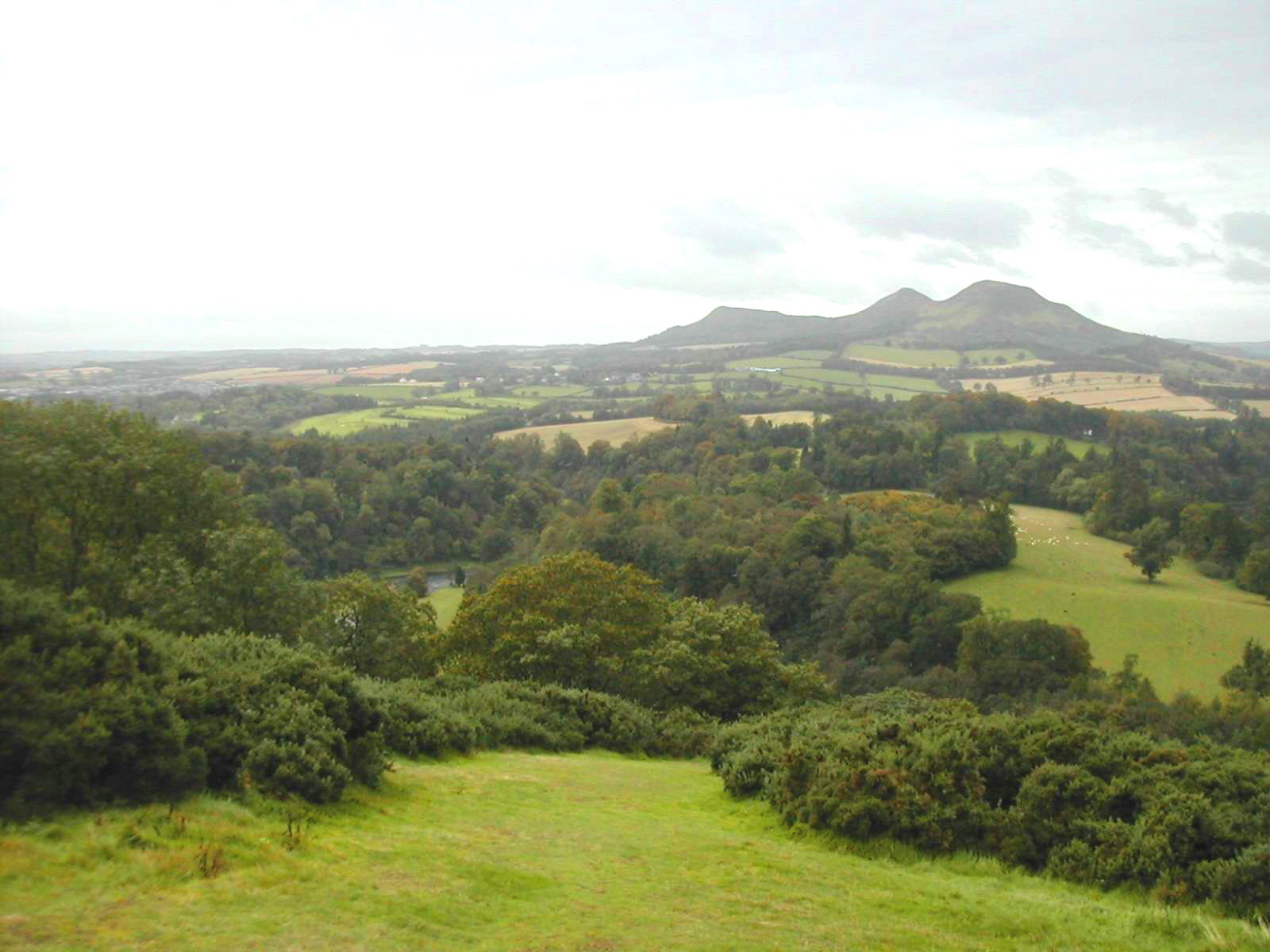
Scott’s View

Scott’s View ist ein Aussichtspunkt auf dem Bemersyde Hill, nahe Bemersyde in den Scottish Borders. Von dem Punkt lässt sich das Tal des Flusses Tweed überblicken.
Benannt ist er nach Sir Walter Scott, der hier so regelmäßig Rast gemacht haben soll, dass seine Pferde auch ohne Kommando an dieser Stelle anhielten. Der Legende nach sollen sie dieses ebenfalls getan haben, als sie nach seinem Tod als Teil des Trauerzuges diesen Punkt passierten. Tatsächlich ist dieser Stopp jedoch auf einen Unfall zurückzuführen.